# 岩槻消防署
岩槻消防署（いわつきしょうぼうしょ）は、埼玉県さいたま市岩槻区にあるさいたま市消防局が管轄する消防署である。
本署は岩槻区大字岩槻に位置し、笹久保・太田・上野の3出張所がある。

## 沿革
- 1963年（昭和38年）10月 - 岩槻市消防本部・岩槻市消防署を設置する。
- 1972年（昭和47年）7月 - 消防本部・消防署（現：岩槻消防署）庁舎が落成する。
- 2005年（平成17年）4月1日 - 岩槻市の編入合併に伴い、さいたま市消防局に岩槻市消防本部を編入し、岩槻市消防署は岩槻消防署に改称。
- 2020年（令和2年）7月7日 - 消防力の向上を図るため、城南一丁目2番3号から大字岩槻5064番地1に移転[1][2]。

## 本署・出張所所在地

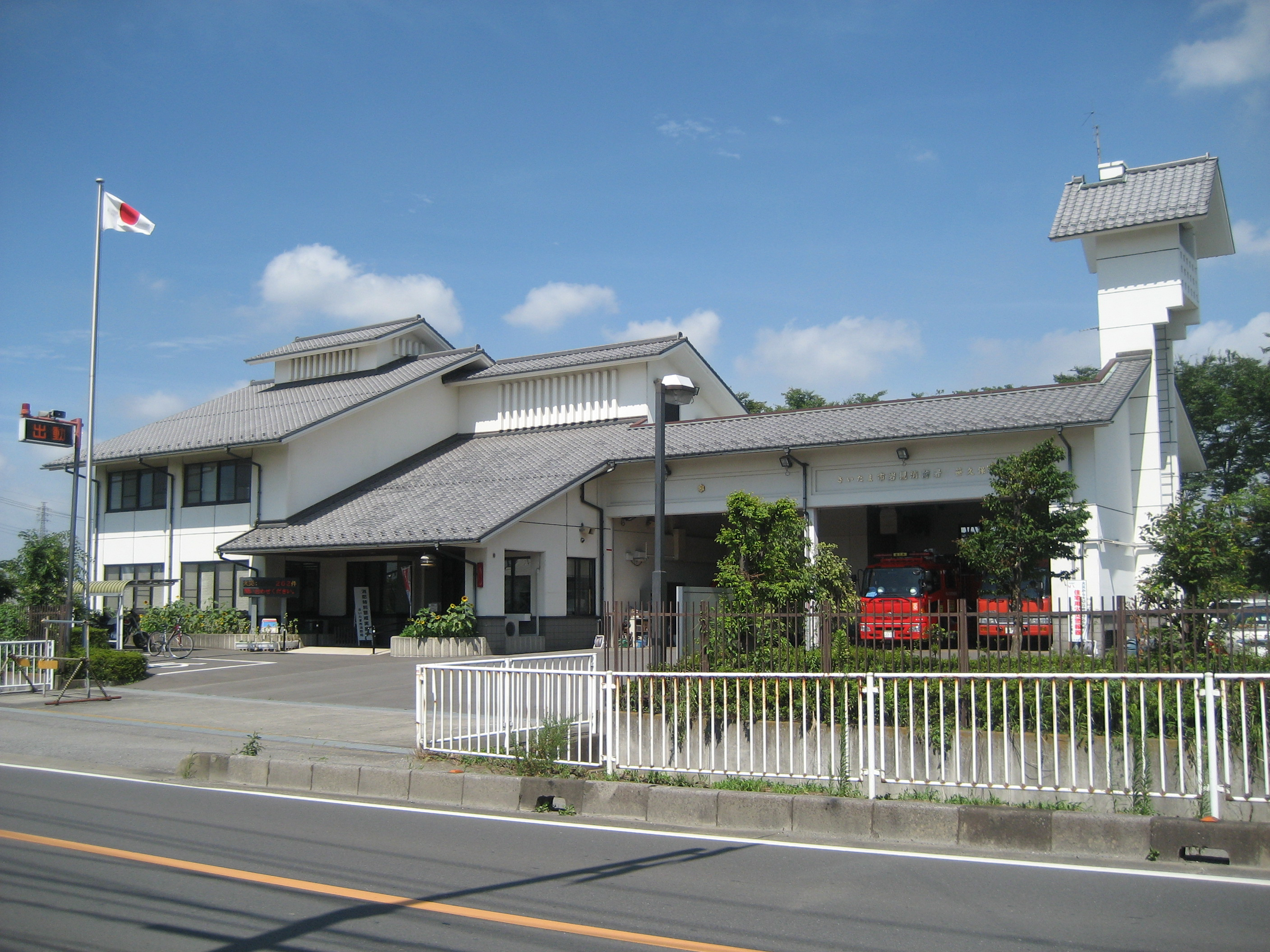
笹久保出張所

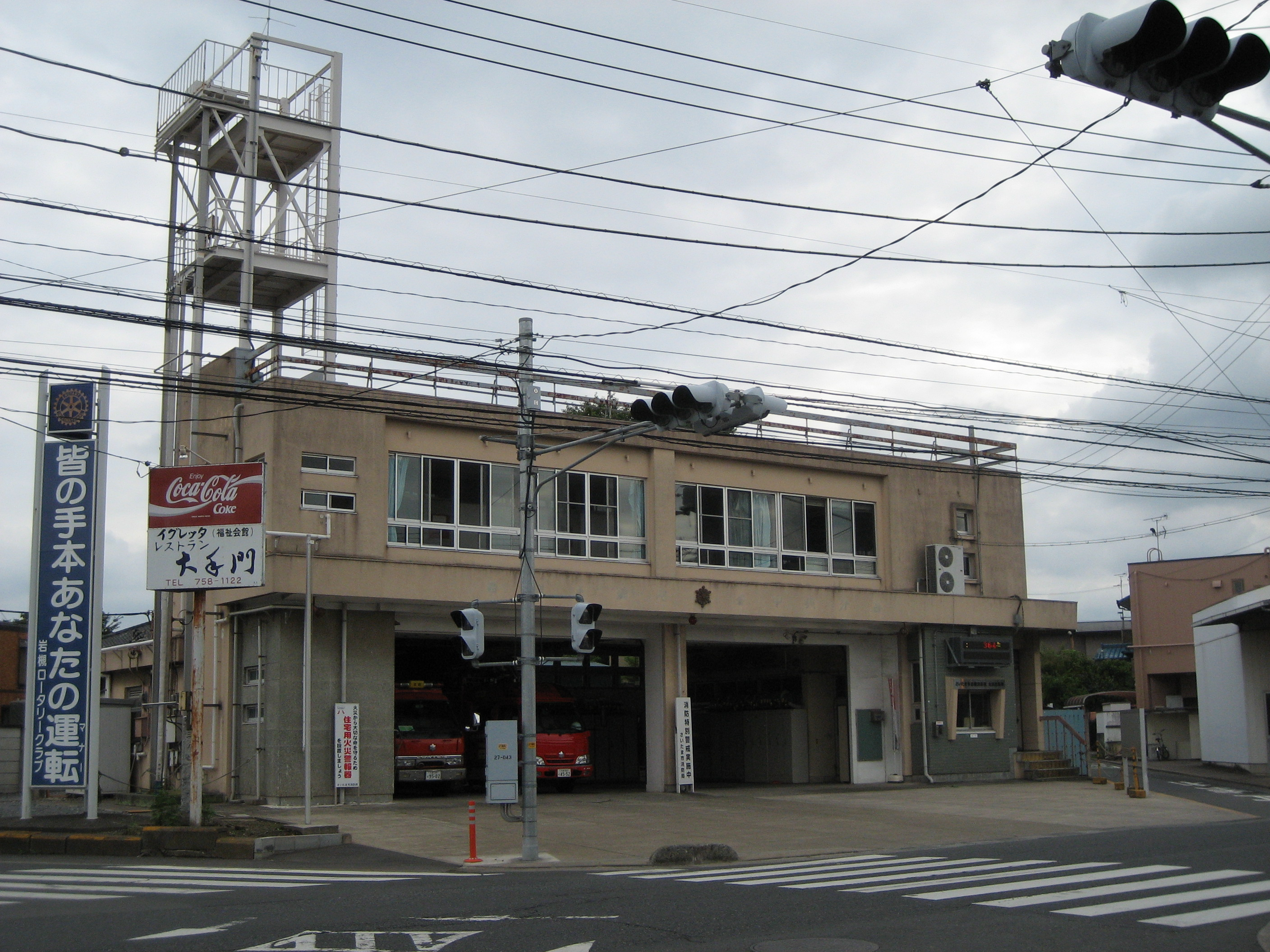
太田出張所

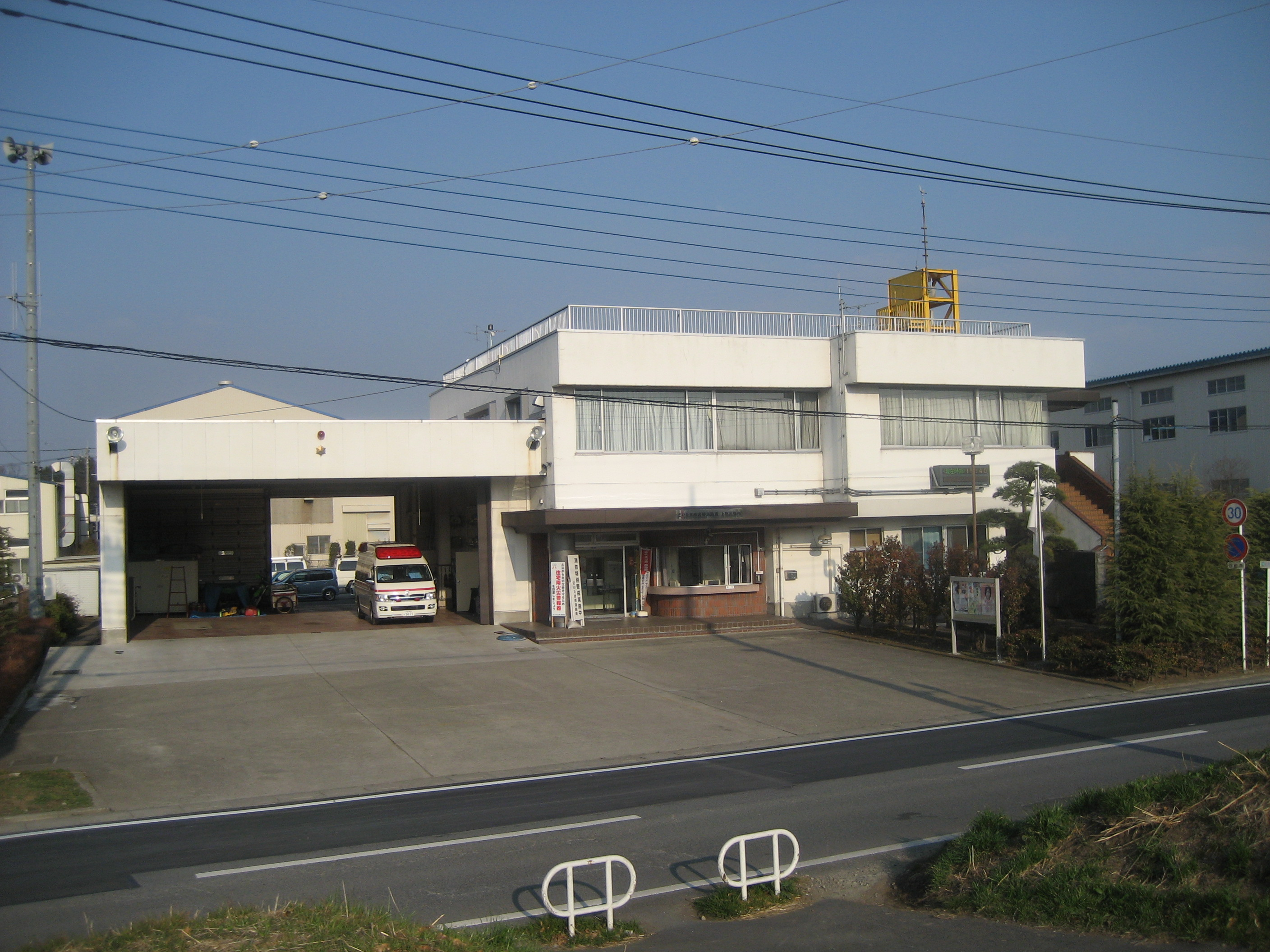
上野出張所

- 岩槻消防署 - 岩槻区大字岩槻5064番地1
  - 笹久保出張所 - 岩槻区大字笹久保1328番地
  - 太田出張所 - 岩槻区太田一丁目2番11号
  - 上野出張所 - 岩槻区上野四丁目6番21号

## 設置部隊
- 指揮隊
- ポンプ隊
- 救急隊
- はしご隊
- 特別救助隊

## 配備車両
- 消防ポンプ車 -3台
- 水槽付きポンプ車 - 2台
- はしご車 - 1台
- 救助工作車 - 1台
- 化学消防車 -1台
- 資機材車 - 1台
- 指揮車 - 1台
- 高規格救急車 - 4台